# Love You Lately
Love You Lately è un singolo del cantante canadese Daniel Powter, pubblicato il 19 settembre 2006 come quinto e ultimo estratto dal secondo album in studio Daniel Powter.

## Tracce
CD Singolo
1. Love You Lately (Album version) – 3:00

## Classifiche
| Classifica (2007) | Posizione massima |
| ----------------- | ----------------- |
| Canada            | 45                |